# 欧文十字路口 (阿拉巴马州)
欧文十字路口（英語：Owens Cross Roads），是美国阿拉巴马州下属的一座城市。面积约为8.3平方英里（约合21.49平方公里）。根据2010年美国人口普查，该市有人口1,521人，人口密度为183.3/平方英里（约合70.78/平方公里）。